# 云南石梓
云南石梓（学名：Gmelina arborea），为马鞭草科石梓属下的一个植物种。
雲南石梓為一種速生植物，木材具有商業價值，目前在熱帶群島地區已有70萬公頃商業種植面積，並且在澳大利亞、庫克群島等地被列為入侵物種，商用木材名稱為"白柚木"。